# Майк Тернер
Майкл Р. «Майк» Те́рнер (англ. Michael R. «Mike» Turner; нар. 11 січня 1960, Дейтон, Огайо) — американський політик-республіканець. З 2014 по 2016 роки президент Парламентської асамблеї НАТО, на даній посаді його змінив італієць Паоло Аллі; з 2003 року член Палати представників США.
У 1982 році він здобув ступінь бакалавра в Університеті Північного Огайо, у 1985 — доктора права у Західному резервному університеті Кейза, а у 1992 — MBA в Університеті Дейтона. Працював адвокатом, мер Дейтона з 1994 по 2001 роки.
З 1987 по 2012 був одружений, має двох доньок. Пресвітеріанин.